# Bon-Docteur-Nunatak
Der Bon-Docteur-Nunatak (französisch Nunatak du Bon Docteur ‚Nunatak des guten Arztes‘) ist ein 28 m hoher Nunatak an der Küste des ostantarktischen Adélielands. Er ragt auf der Westseite der Astrolabe-Gletscherzunge und 320 m südlich der Rostand-Insel im Géologie-Archipel auf.
Luftaufnahmen entstanden bei der US-amerikanischen Operation Highjump (1946–1947). Teilnehmer der von 1952 bis 1953 dauernden französischen Antarktisexpedition nahmen eine Vermessung vor. Namensgeber ist Jean Cendron (* 1923), Arzt und Biologe der von 1951 bis 1952 dauernden französischen Antarktisexpedition.